# Skeldal Pexeso
Skeldal Pexeso je česká freewarová videohra určená pro Android a IOS. Vytvořilo ji Napoleon Games (jmenovitě Jindřich Rohlík) a Jan Guncl jako propagaci portu hry Brány Skeldalu na mobilní zařízení. Právě na Brány Skeldalu hra odkazuje. Skeldal Pexeso vyšlo 3. května 2013 kdy se již blížil konec kampaně a Jindřich Rohlík tak chtěl znovu upozornit na celou kampaň. Ta byla nakonec úspěšná a celý projekt byl zafinancován.